# Raszkówka
Raszkówka (biał. Рашкаўка; ros. Рашковка) – wieś na Białorusi, w obwodzie witebskim, w rejonie dokszyckim, w sielsowiecie Dokszyce.

## Historia
W czasach zaborów w granicach Imperium Rosyjskiego.
W dwudziestoleciu międzywojennym majątek leżał w Polsce, w województwie wileńskim, w powiecie dziśnieńskim, w gminie Dokszyce.
Według Powszechnego Spisu Ludności z 1921 roku zamieszkiwało tu 26 osób, wszystkie były wyznania rzymskokatolickiego. Jednocześnie 9 mieszkańców zadeklarowało polska przynależność narodową a 17 białoruska. Było tu 7 budynków mieszkalnych.
Wykaz miejscowości z 1938 wymienia majątek, parcele i kolonię Raszkówka. Zgodnie z Wykazem w 1931 majątek w 9 domach zamieszkiwało 50 osób, parcele - w 2 domach 11 osób. Kolonię Raszkówka, dawniej zwana Uroczysko-Wołk, zamieszkiwały 4 osoby w 1 domu.
Miejscowość należała do parafii rzymskokatolickiej i prawosławnej w Dokszycach. Podlegała pod Sąd Grodzki w Dokszycach i Okręgowy w Wilnie; właściwy urząd pocztowy mieścił się w Dokszycach. W Raszkówce stacjonowała strażnica KOP.